# Die Grönland-Saga
Die Grönland-Saga ist ein epischer Roman von Jane Smiley. Er beschreibt den Niedergang der grönländischen Siedlung der Wikinger ungefähr in den Jahren 1345 bis 1415.
- Englische Ausgabe: The Greenlanders (1989) im A. Knopf Verlag, New York, ISBN 044991089X
- Deutsche Ausgabe: Die Grönland-Saga, übersetzt von Karin Rausch, (1990) im S. Fischer Verlag, Frankfurt am Main, ISBN 3-10-074409-8

Der Roman beschreibt die Geschichte der Familie und der Nachfahren von Asgeir Gunnarsson, der am Anfang der Erzählung einer der reichsten und stolzesten Bauern der Insel ist.
Wie die ganze Siedlung erlebt auch die Familie einen Schicksalsschlag nach dem anderen und verliert sogar ihren Hof an eine verfeindete Nachbarsfamilie.
Immer weniger Schiffe aus dem fernen Europa besuchen die Siedlung. 1369 bricht die regelmäßige Schiffs-Verbindung zwischen Norwegen und Grönland ab. In Europa herrschen die Pest und ihre Nachwirkungen. Das Interesse an Grönland, seinen Bewohnern und ihren Erzeugnissen nimmt ab. Der Roman beschreibt, wie die Grönländer versuchen, mit der Isolation und dem kalten Klima klarzukommen. Sie verlieren dabei auch nach und nach ihren Glauben an Gott.
In ihrer Not lassen sich einige sogar mit den Ureinwohnern Grönlands, den Skraelingern ein, die für die Siedler als fürchterliche Dämonen gelten.
Der umfangreiche Roman (über 700 Seiten) zeigt mit einer beachtlichen Genauigkeit das schwere Leben der Grönländer. Auch über die Lebensart der anderen nordischen Völker lässt sich einiges erfahren. Jane Smiley, die skandinavische Sprachen und Volkskunde studierte, konnte sich 1976/77 durch ein Fulbright-Stipendium ein Jahr zu Quellenstudien in Island aufhalten. Ihr Roman baut die wenigen  belegten Fakten und Namen aus der Spätzeit der grönländischen Wikinger-Siedlungen in die breit angelegte Handlung ein, z. B. die Heirat von Thorstein Olafsson und Sigrid Björnsdottir in Hvalsey im Jahr 1408 als letzte schriftlich dokumentierte Amtshandlung eines norwegischen Geistlichen auf der Insel. 
Der ihren Vorlagen angenäherte Sprachstil und der Verzicht auf detaillierte Charakterisierung einzelner Personen tragen dazu bei, dass sich Smileys Werk über weite Strecken wie eine Chronik oder alte Saga liest. Der Roman Die Grönland-Saga hat jedoch nichts mit der Grönlandsaga, einem etwa 1200 auf Island entstandenen historischen Bericht von der Entdeckung und Besiedlung Grönlands durch die Wikinger, zu tun.